# Гришанков, Алексей Андреевич
Алексей Андреевич Гришанков (17 [30] мая 1911, Базки, Бобровское сельское поселение — 17 мая 1977) — советский хозяйственный, государственный и политический деятель, Герой Социалистического Труда.

## Биография
Родился в 1911 году на хуторе Базки. Член КПСС.
С 1933 года — на хозяйственной, общественной и политической работе. В 1933—1976 гг. — в Рабоче-Крестьянской Красной Армии, механик в Сталинградской области, участник Великой Отечественной войны, директор Образцовской МТС (посёлок Образцы) во Фроловском районе Сталинградской области, председатель колхоза имени Ковалёва (центральная усадьба — в хуторе Терновка) Фроловского района Волгоградской области.
Указом Президиума Верховного Совета СССР от 22 марта 1966 года присвоено звание Героя Социалистического Труда с вручением ордена Ленина и золотой медали «Серп и Молот».
Избирался депутатом Верховного Совета СССР 7-го созыва.
Умер в 1977 году.